# Romeu Zema
Romeu Zema Neto (Araxá, 28 de outubro de 1964) é um administrador, empresário e político brasileiro, filiado ao Partido Novo (NOVO). Formado em Administração pela Fundação Getulio Vargas de São Paulo, é o atual governador do estado de Minas Gerais e foi presidente do Conselho de Administração do Grupo Zema, cargo que exerceu de 1990 até o final de 2016.
Em 2018, candidatou-se ao cargo de governador do estado de Minas Gerais. Se qualificou para o segundo turno, alçando 42,73% dos votos válidos (4.138.967 votos), ficando em primeiro lugar em uma disputa com o então senador e ex-governador Antonio Anastasia, do PSDB, que ficou em segunda colocação, com 2.814.704 votos (29,06% dos votos válidos). O então governador Fernando Pimentel, do PT, acabou ficando em terceiro lugar. Em 28 de outubro de 2018, venceu o segundo turno com 6.963.806 votos (72,80% dos votos válidos), elegendo-se como Governador de Minas Gerais e assumindo o mandato em 1º de janeiro de 2019. Na eleição para governador de Minas Gerais em 2022, foi reeleito no primeiro turno no dia 2 de outubro de 2022 contra Alexandre Kalil, do PSD, tendo 56,18% dos votos válidos (6.094.136 votos). 

## Biografia
Nascido na cidade de Araxá, em 28 de outubro de 1964, Romeu Zema Neto é filho de Ricardo Zema e Maria Lúcia Zema.
É descendente patrilinear de sul-italianos, de Reggio Calabria. O político é bisneto do empresário italiano Domingos Zema, criador do Grupo Zema, composto por empresas que operam em cinco ramos: Varejo de Eletrodomésticos e Móveis, Distribuição de Combustível, Concessionárias de Veículos, Serviços Financeiros e Autopeças. Após 26 anos como presidente do Grupo Zema, pertencente à sua família, Romeu Zema afastou-se da presidência do conselho de administração da empresa no final de 2016.
Divorciado de Ivana Scarpellini e pai de dois filhos, Catharina e Domenico, Romeu Zema é formado em Administração de Empresas pela Fundação Getúlio Vargas (SP).
Ainda que filiado por mais 18 anos ao Partido Liberal (PL) e seu sucessor, Partido da República (PR), passou por sua primeira disputa eleitoral em 2018, filiado ao NOVO, como candidato ao governo de Minas Gerais, tendo como vice o também empresário Paulo Brant.

## Eleição de 2018 e primeiro mandato como governador

### Campanha eleitoral
Na primeira pesquisa IBOPE, Romeu Zema obteve apenas 3 por cento das intenções de votos, empatando com João Batista dos Mares Guia, da Rede Sustentabilidade (REDE), enquanto os principais adversários — Antonio Anastasia e Fernando Pimentel — tinham, respectivamente, 24% e 14%  dos votos válidos. Cresceu para 18% na última pesquisa antes do primeiro turno, ainda atrás de Anastasia e Pimentel, que tinham 32% e 20%, respectivamente.

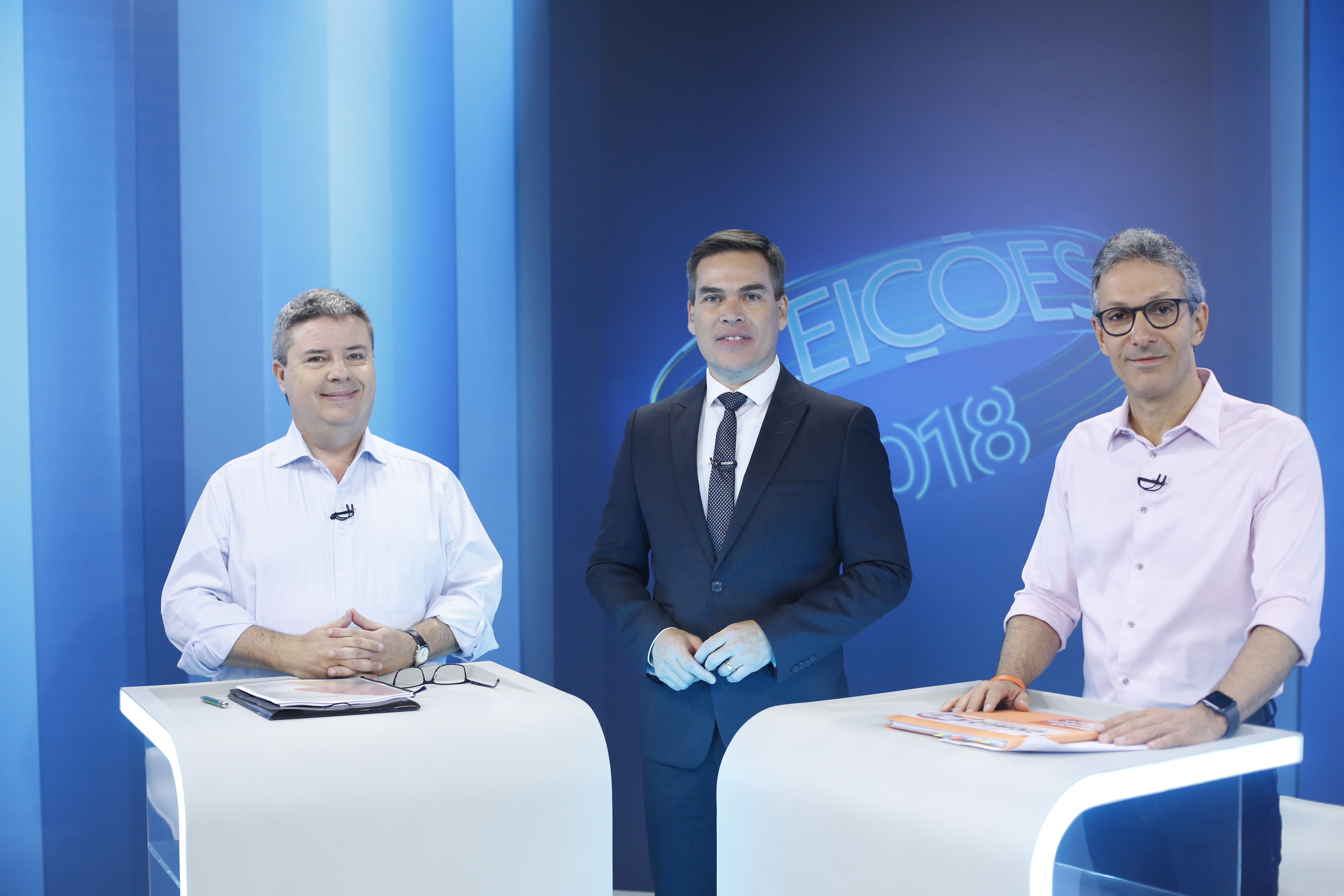
Os então candidatos a governador de Minas Gerais, Antonio Anastasia do PSDB e Romeu Zema do NOVO, no segundo debate da Rede Globo.

Nas considerações finais do debate da Globo, Romeu Zema afirmou que "aqueles que querem mudança, com certeza, podem votar nos candidatos diferentes, que é o Amoêdo e o Bolsonaro." O diretório nacional do Partido Novo viu essa declaração como uma infidelidade partidária por parte de Zema, por causa de sua defesa ao governo Bolsonaro. Porém, o diretório estadual colocou isso como um mal entendido, ressaltando a inexperiência do partido em questões de relevância política, como debates de grande porte. Alguns analistas atribuem o sucesso inesperado de Romeu Zema no primeiro turno devido a essa declaração. Romeu Zema declarou apoio a Jair Bolsonaro oficialmente durante a campanha no segundo turno, fator que o levou a sofrer críticas da população, sendo vaiado e chamado de oportunista ao participar de ato de campanha em favor de Bolsonaro.
No dia 7 de outubro de 2018, foi realizado o primeiro turno das eleições gerais no Brasil, e Romeu Zema alcançou a marca de 42,73% dos votos válidos contra 29,06% de Antonio Anastasia e 23,12% de Fernando Pimentel.
No segundo turno das eleições, recebeu o apoio de João Batista dos Mares Guia (REDE). O PSL, partido do candidato presidenciável Jair Bolsonaro, decidiu não apoiar a candidatura de Romeu Zema em Minas. Após ser questionado sobre a aceitação do apoio do governador Fernando Pimentel, Zema afirmou, inicialmente, que não recusaria o apoio do governador derrotado desde que não pedisse secretarias em troca. Nas redes sociais, Antônio Anastasia criticou a posição de Zema afirmando que ele "queria o PT do lado dele", mesmo o candidato do Partido dos Trabalhadores não fazendo parte do segundo turno da eleição. Nas redes sociais, Romeu Zema afirmou que o vídeo de Anatasia seria fake news e que ele não faria um acordo com o PT. Mais tarde, Pimentel e seu partido declararam neutralidade no segundo turno.
Zema foi eleito no segundo turno das eleições de 2018 como 39° Governador do Estado de Minas Gerais, sendo impulsionado pela busca da renovação na política e pelo movimento anti-petista, misturado ao crescimento de Bolsonaro nas eleições de 2018. Alguns analistas destacam que a eleição de Zema é fruto de um desgaste político polarizado entre PT e PSDB, responsáveis pelo Estado nos últimos 16 anos. Nesse sentido, Romeu teria aproveitado a onda de renovação e a vontade de mudança da população perante as crises econômicas do período.
| Partido | Partido | Candidato                   | Votos     | Votos (%) |
| ------- | ------- | --------------------------- | --------- | --------- |
|         | NOVO    | Romeu Zema                  | 4 138 967 | 42,73%    |
|         | PSDB    | Antonio Anastasia           | 2 814 704 | 29,06%    |
|         | PT      | Fernando Pimentel           | 2 239 979 | 23,12%    |
|         | MDB     | Adalclever Lopes            | 268 683   | 2,77%     |
|         | PSOL    | Dirlene Marques             | 133 986   | 1,38%     |
|         | REDE    | João Batista dos Mares Guia | 56 856    | 0,59%     |
|         | AVANTE  | Claudiney Dulim             | 18 330    | 0,19%     |
|         | PSTU    | Jordano Metalúrgico         | 15 742    | 0,16%     |
| Totais  | Totais  | Totais                      | 9 687 247 |           |

| Partido | Partido | Candidato         | Votos     | Votos (%) |
| ------- | ------- | ----------------- | --------- | --------- |
|         | NOVO    | Romeu Zema        | 6 963 914 | 71,8%     |
|         | PSDB    | Antonio Anastasia | 2 734 535 | 28,2%     |
| Totais  | Totais  | Totais            | 9 698 449 |           |

### Diplomação e posse
Romeu Zema e Paulo Brant foram diplomados, juntamente com os 77 deputados estaduais, 53 deputados federais e 2 senadores eleitos nas Eleições gerais no Brasil em 2018, em cerimônia promovida pelo TRE-MG no Palácio das Artes em Belo Horizonte no dia 19 de dezembro de 2018. Diferente das nomeações anteriores, ocorridas sempre no Palácio da Liberdade, Zema e Brant foram promovidos no Palácio da Inconfidência, sede da Assembleia Legislativa de Minas Gerais no dia 1º de janeiro de 2019. A cerimônia foi conduzida pelo Presidente da ALMG, Adalclever Lopes (MDB) e contou com a presença dos Dragões da Inconfidência e do Grupamento de Honra da Polícia Militar de Minas Gerais. Após jurar lealdade e cumprimento a Constituição da República e a Constituição do Estado, Romeu Zema recebeu o Grande Colar da Inconfidência, símbolo do cargo de Governador do Estado de Minas Gerais, e foi empossado. Logo após assumir a posse, participou de uma cerimônia na Cidade Administrativa, nomeando os membros de seu secretariado. O cronograma foi definido para que o governador Romeu Zema pudesse participar da posse do Presidente Jair Bolsonaro em Brasília, às 15:00.
No dia 30 de dezembro de 2018, o governador eleito Romeu Zema cancelou a sua presença na posse de Jair Bolsonaro em Brasília. A justificativa foi a falta de voos comerciais entre Belo Horizonte e Brasília. O governador poderia ter usado um dos aviões executivos do estado, mas decidiu evitar gastos extras, tendo em vista seu discurso de austeridade e a situação financeira do Estado de Minas Gerais. O Governo de Minas Gerais possui uma frota de aeronaves executivas, um King Air 200, um King Air 300, um Learjet 35, um Cessna Citation VII e dois helicópteros Eurocopter Dauphin n3, além destes, a Cemig possui mais um King Air 200 e outro King Air c90 GTI.

### Histórico do Governo

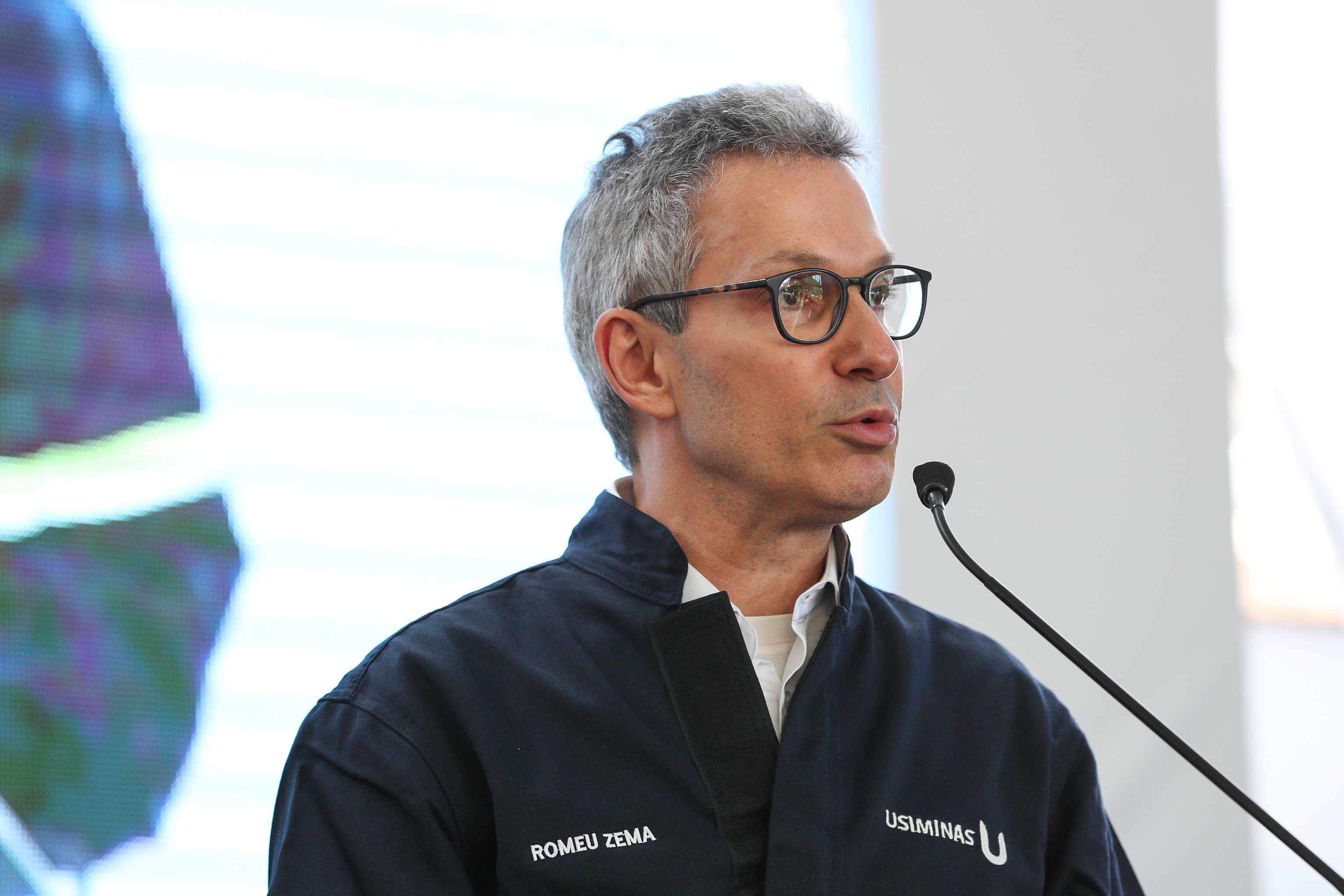
Romeu Zema discursa em visita à fábrica da Usiminas, em Ipatinga, agosto de 2020.

Após a posse, Zema buscou aprovar a nova organização do secretariado mineiro que reduziria o número de secretarias de 21 para 12 e extinguiria 3,6 mil de cargos comissionados, afirmando que economizaria 1 bilhão de reais durante seus 4 anos de governo. Após 4 meses de tramitação, em maio, a reforma foi aprovada pela Assembleia Legislativa de Minas Gerais, porém o Zema vetou a proibição de "jetons", algo que aumentava o salário dos secretários de estado e ele havia criticado na campanha eleitoral, defendendo sua mudança de opinião o governante afirmou que "após constatar a realidade efetiva do Estado, atestou sua utilidade".

Em 2020, devido a pressões da Polícia Militar do Estado de Minas Gerais, Zema enviou um projeto de lei que dava um reajuste de 41% para os servidores públicos de segurança pública em 3 anos, porém a bancada parlamentar do PT  obteve sucesso em ampliar o reajuste para todos os funcionários, algo que aumentaria significativamente o déficit público do estado. Após aprovação pelo Plenário, Zema vetou quase que integralmente o texto, mantendo o reajuste de 13% apenas para os servidores da segurança pública. Zema sofreu duras críticas na sua atuação, com a mídia comentando que seria a "maior crise política do governo", o Partido Novo nacional recomendando o veto completo do projeto, o secretário do governo Olavo Bilac Pinto Neto pediu sua exoneração devido a considerar inviável a articulação do governo e o vice Paulo Brant anunciando sua desfiliação do Novo por considerar que o partido "tem escolhido manter-se à margem das coalizões".

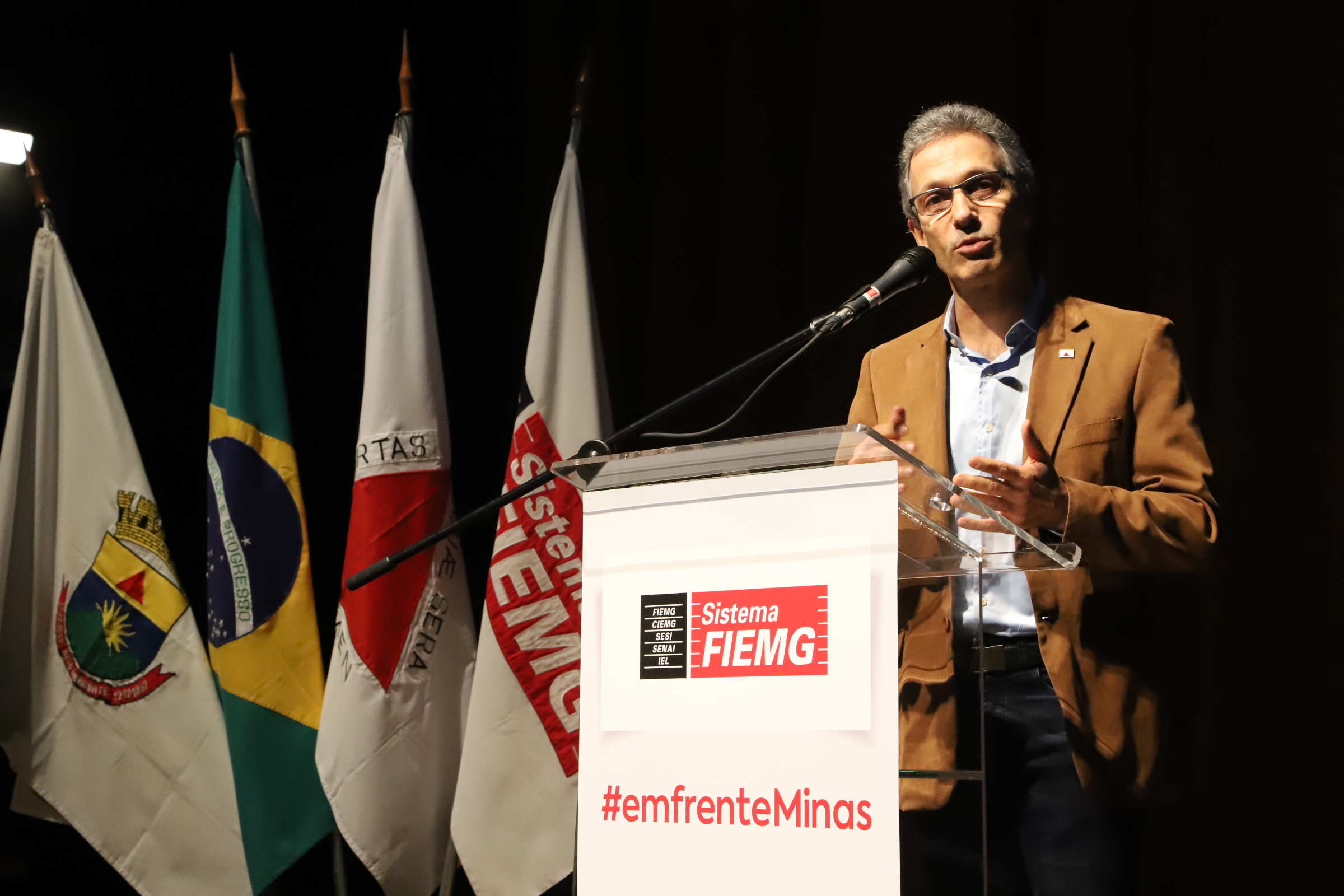
Governador Romeu Zema durante encontro empresarial da Federação das Indústrias do Estado de Minas Gerais, maio de 2019

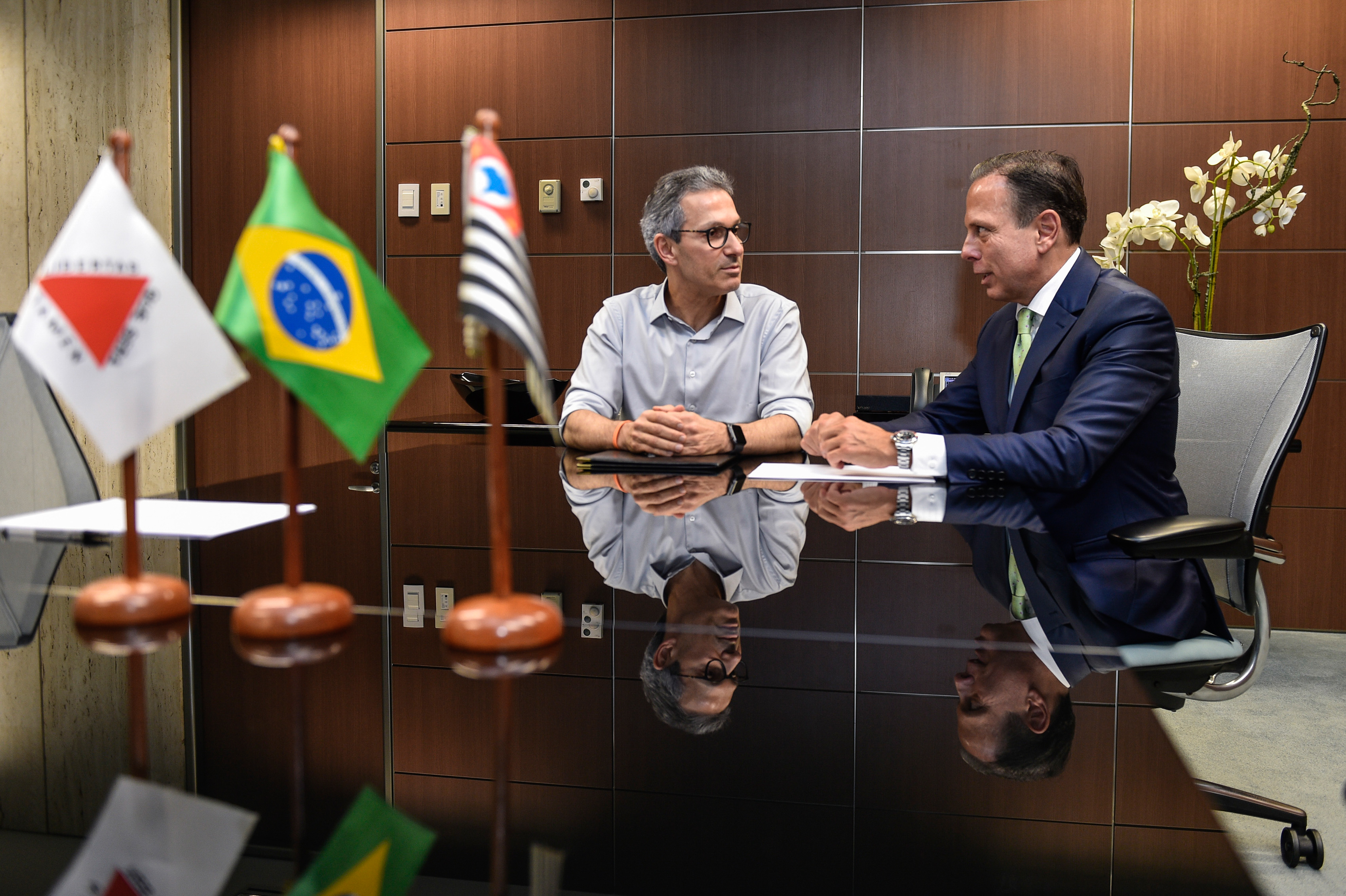
O governador do estado de São Paulo, João Doria, visita o governador de Minas Gerais, Romeu Zema, no gabinete, na Cidade Administrativa, em Belo Horizonte.

Ainda durante 2020, mesmo após as crises deixadas pelo reajuste dos servidores da segurança pública e diante da pandemia de COVID-19, o governo Zema ainda teria pela frente a dura tarefa de aprovar a reforma da previdência estadual, com o objetivo de melhorar, no longo prazo, a situação das contas públicas de Minas Gerais, um estado com uma das piores condições fiscais do país. Para isto, Zema fez algumas mudanças nos seus aliados de articulação política, passando Igor Eto, que era o Secretário-Geral para a Secretaria de Governo e trazendo Mateus Simões para a Secretaria-Geral do Estado, que era até então Vereador de Belo Horizonte. Tanto Mateus Simões como Igor Eto são filiados ao Partido Novo. O governador Zema trouxe ainda um novo líder de governo, o deputado estadual Raul Belém (PSC). Apesar da proposta original enviada pelo governo ter sido modificada pela Assembleia Legislativa, o governo Zema obteve sucesso em aprovar a reforma da previdência com idade mínima de 65 anos para homens e 62 para mulheres.

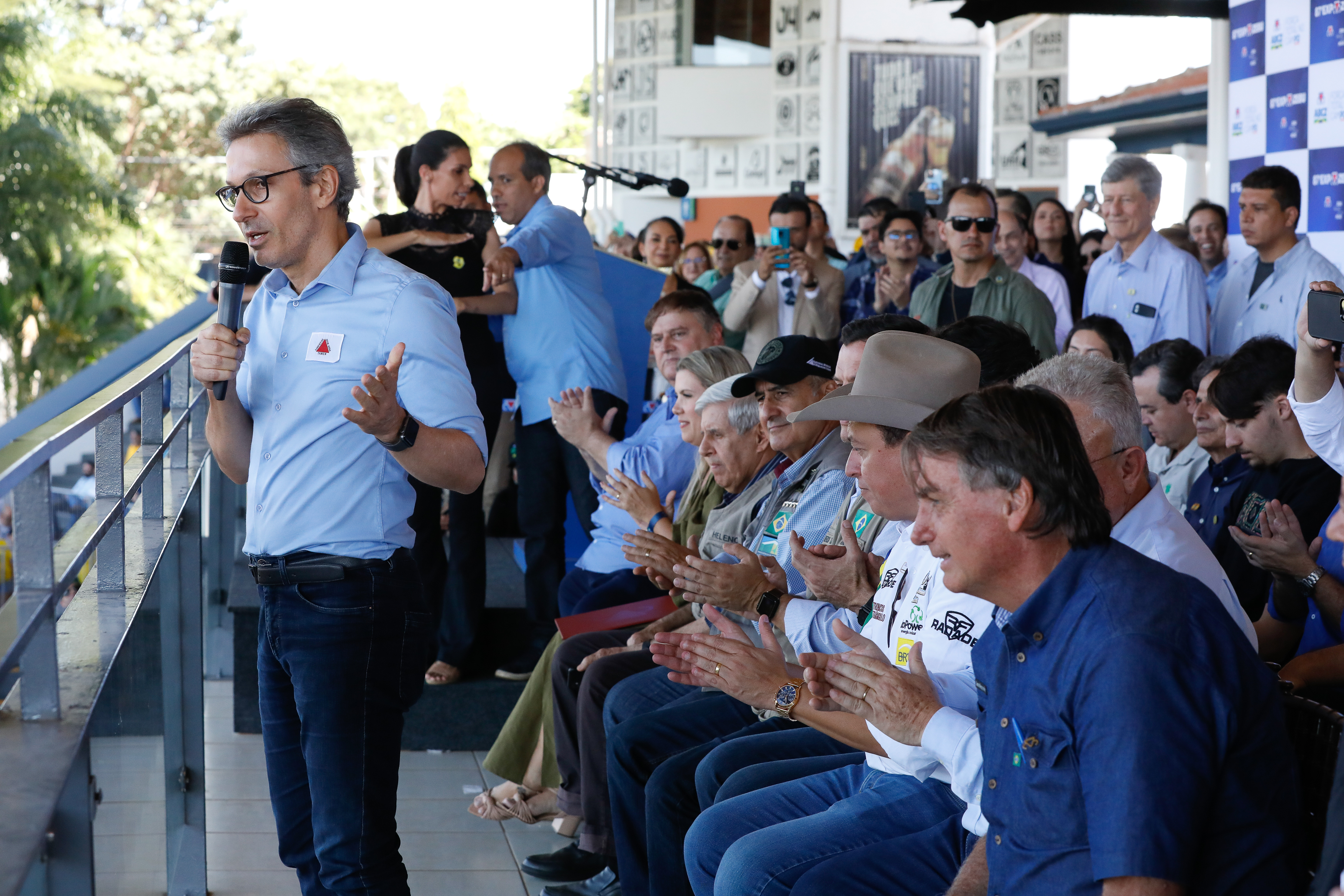
Pronunciamento do Governador Romeu Zema na cerimônia de Abertura Oficial da 87ª ExpoZebu em Uberaba MG

Em 2021, o governo de minas fechou acordo com a Vale S.A. pelos danos causados no rompimento de barragem em Brumadinho, em que a empresa pagará ao Estado 37,68 bilhões de reais, dinheiro esse que deve ser utilizado em obras de infraestrutura para a região atingida. O Movimento dos Atingidos por Barragens realizou um protesto contra o acordo, que o grupo considerou injusto, enquanto outros atores saudaram a celeridade do processo.

#### Resposta à pandemia de COVID-19
Em 2020, durante a pandemia de COVID-19, a subnotificação de casos da doença em Minas Gerais foi criticada por veículos de imprensa. O governador chegou a afirmar que testes para COVID-19 são apenas para satisfazerem a curiosidade de pesquisadores. Apesar da presença de subnotificações, esta foi uma tendência em todo o Brasil devido a um aumento de casos da Síndrome Respiradora Aguda (SRAG). Em setembro de 2020, o estado mineiro era o participante da federação tido como o menor índice de óbitos por habitantes.

## Reeleito governador
Como candidato a governador do Novo nas eleições de 2022 obteve mais da metade dos votos válidos e foi reeleito governador de Minas Gerais no 1º turno. Sem declarar apoio a nenhum dos candidatos à Presidência no primeiro turno, ele derrotou o ex-prefeito de Belo Horizonte Alexandre Kalil, que teve o apoio do presidente Luiz Inácio Lula da Silva.
Em 14 de maio de 2024, a maioria dos ministros do Tribunal Superior Eleitoral decidiu aplicar multa ao governador Romeu Zema por divulgação de propaganda institucional fora do período eleitoral permitido em 2022.

## Posicionamentos
Em entrevista ao G1, enquanto candidato, disse ser a favor do porte de arma, dando opção ao cidadão para que possa fazer o que lhe parecer mais correto, reforçando que a vontade individual de cada um deve ser respeitada. "Eu sou favorável às liberdades individuais, que cada indivíduo faça a opção que achar por bem. Não estou falando que todo mundo tem que sair armado não".
Na mesma entrevista, perguntado sobre a composição do governo, discorreu sobre a pretensão de formar grupos com voluntários, sem salários. "Esses que se voluntariaram, nós estamos querendo, vamos deixar bem claro, é fazer um governo aonde nós tenhamos muito mais pessoas que queiram fazer mudança do que pessoas que queiram um emprego. Eu não estou atrás de um emprego". Para Zema, o tempo mínimo para conseguir colocar o salário do funcionalismo público em dia será de dois anos.
Em 2019, Zema cogitava privatizar a CODEMIG, a COPASA e a CEMIG, como forma de poder entrar no Plano de recuperação econômica da União. No mesmo ano, o político também se posicionou, junto a outros Estados do Sul e Sudeste, sobre a não retirada dos Estados e municípios do projeto de Reforma da Previdência, proposto e iniciado pelo governo de Jair Bolsonaro.
Em 2024, anunciou a criação de uma frente política em defesa do “protagonismo” das regiões Sul e Sudeste. Essa iniciativa levou à formação do novo Cossud (Consórcio Sul-Sudeste), o que gerou debates devido às conotações separatistas, uma vez que grupos que defensores da separação entre as regiões Sul e Sudeste do Brasil passaram a apoiar abertamente a ideia, alimentando-se juntos aos discursos de Zema, discursos separatistas dividindo o Brasil por um 'muro' separado da região Norte e Nordeste.

## Desempenho eleitoral
| Ano  | Eleição                   | Partido | Candidato a | Votos     | %                 | Resultado | Ref    |
| ---- | ------------------------- | ------- | ----------- | --------- | ----------------- | --------- | ------ |
| 2018 | Estaduais em Minas Gerais | NOVO    | Governador  | 4.138.967 | 42,73% (1º Turno) | Eleito    | [ 63 ] |
| 2018 | Estaduais em Minas Gerais | NOVO    | Governador  | 6.963.806 | 71,80% (2º Turno) |           | [ 63 ] |
| 2022 | Estaduais em Minas Gerais | NOVO    | Governador  | 6.094.136 | 56,18%            | Eleito    | [ 64 ] |